# Ponta de S. Lourenço
Ponta de S. Lourenço este o arie protejată (arie de protecție specială avifaunistică — SPA) din Portugalia întinsă pe o suprafață de 2.411,1 ha, integral pe uscat.

## Localizare
Centrul sitului Ponta de S. Lourenço este situat la coordonatele 32°43′54″N 16°55′27″W / 32.7316°N 16.9241°V.

## Înființare
Situl Ponta de S. Lourenço a fost declarat arie de protecție specială avifaunistică în martie 2014 pentru a proteja 6 specii de plante și 32 de specii de animale.

## Biodiversitate
Situată în ecoregiunile  și marină macaroneziană, aria protejată conține 4 habitate naturale: Golfuri mici largi și golfuri puțin adânci, Faleze cu floră endemică de pe coastele macaroneziene, Tufărișuri termo-mediteraneene și de pre-deșert, Peșteri marine scufundate complet sau parțial.
La baza desemnării sitului se află mai multe specii protejate:
- plante (6): Beta patula, Calendula maderensis, Phalaris maderensis, scilla madeirensis (Scilla maderensis), Semele maderensis, Sibthorpia peregrina
- păsări (29): Anthus berthelotii, Apus pallidus, Apus unicolor, stârc cenușiu (Ardea cinerea), pietruș (Arenaria interpres), Bulweria bulwerii, șorecarul comun (Buteo buteo), Calonectris diomedea, cânepar (Carduelis cannabina), sticlete (Carduelis carduelis), florinte (Chloris chloris), porumbel (Columba livia), prepeliță (Coturnix coturnix), lăstun de casă (Delichon urbica), egretă mică (Egretta garzetta), vânturel roșu (Falco tinnunculus), Larus michahellis, codobatură de munte (Motacilla cinerea), Numenius phaeopus, Oceanodroma castro, vrabie negricioasă (Passer hispaniolensis), vrabie de stâncă (Petronia petronia), Puffinus assimilis baroli, Serinus canaria, chiră de baltă (Sterna hirundo), guguștiuc (Streptopelia decaocto), silvie cu cap negru (Sylvia atricapilla), mierlă (Turdus merula), strigă (Tyto alba)
- mamifere (2): foca-călugăr (Monachus monachus), delfin mare (Tursiops truncatus)
- reptile (1): Caretta caretta

Pe lângă speciile protejate, pe teritoriul sitului au mai fost identificate 38 de specii de plante, 3 specii de mamifere, 24 de specii de nevertebrate, 1 specie de reptile.